# Carel Eiting
Carel Eiting, né le 11 février 1998 à Amsterdam aux Pays-Bas, est un footballeur néerlandais qui évolue au poste de milieu défensif à l'Omónia Nicosie.

## Biographie

### Ajax Amsterdam
Né à Amsterdam, Eiting est un pur produit du centre de formation de l'Ajax. Il débute en Eredivisie à domicile le 14 décembre 2017, en entrant en jeu contre l'Excelsior Rotterdam dans les dernières minutes du match. Son équipe l'emporte 3-1. Le 25 juillet 2018, il est titularisé contre le SK Sturm Graz pour un match de qualification à la Ligue des champions, l'Ajax l'emporte 2 buts à 0.

### Huddersfield Town
Faisant face à une forte concurrence à l'Ajax au milieu de terrain, il est prêté le 19 septembre 2020 pour une saison à Huddersfield Town, club évoluant alors en Championship.

### KRC Genk
Le 25 juin 2020 est annoncé le transfert de Carel Eiting au KRC Genk. Le joueur s'engage pour un contrat courant jusqu'en juin 2025.

### Retour à Huddersfield
Le 31 janvier 2022, dernier jour du mercato hivernal, Carel Eiting quitte déjà le KRC Genk, s'engageant en faveur d'Huddersfield Town où il fait son retour,.

### FC Volendam
Laissé libre par Huddersfield à l'été 2022, Carel Eiting rejoint le 4 août 2022 le FC Volendam, promu en première division néerlandaise et avec lequel il signe un contrat de deux ans.
Eiting inscrit son premier but pour le club le 9 septembre 2022, lors d'une rencontre de championnat face au Go Ahead Eagles. Il est également l'auteur d'une passe décisive pour Robert Mühren ce jour-là mais son équipe s'incline par trois buts à deux.

### FC Twente
Le 1er septembre 2023, Carel Eiting rejoint le FC Twente. Il signe un contrat de trois ans, soit jusqu'en juin 2026.

### Sparta Rotterdam
Le 17 janvier 2025, lors du mercato hivernal, Carel Eiting rejoint le Sparta Rotterdam sous la forme d'un prêt jusqu'à la fin de la saison.

### En sélection nationale
Avec les moins de 17 ans, il participe au championnat d'Europe des moins de 17 ans en 2015. Lors de cette compétition, il joue deux matchs : contre l'Irlande, et l'Angleterre.
Par la suite, avec les moins de 19 ans, il dispute le championnat d'Europe des moins de 19 ans en 2016. Lors de cette compétition, il joue trois matchs. Les Pays-Bas se classent sixième du tournoi, avec une seule victoire, contre la Croatie.
Eiting reçoit sa première sélection avec les espoirs le 22 mars 2018, contre la Belgique, en entrant en jeu en fin de match. Son équipe s'incline sur le score de 1-4. Il fête sa première titularisation le 12 octobre 2018, contre la Lettonie, lors d'une victoire des Néerlandais sur le score de 0-3.

## Palmarès
Jong Ajax
- Champion de la Eerste Divisie en 2018

 Ajax Amsterdam
- Champion des Pays-Bas en 2019
- Vainqueur de la KNVB Beker en 2019
- Vice-champion des Pays-Bas en 2018
- Vainqueur de la Supercoupe des Pays-Bas en 2019